# Tempête tropicale Fay (2002)
Pour les articles homonymes, voir Cyclone tropical Fay.
Fay est la sixième tempête tropicale de la saison. Il est également le deuxième d'une série de huit cyclones tropicaux qui se formeront durant le mois de septembre, un nouveau record face à la Saison cyclonique 2000 dans l'océan Atlantique nord, qui sera égalé en 2007. Fay a une origine non tropicale. Il entrera temporairement en interaction avec ce qui reste d'Edouard, avant de l'absorber.

## Évolution météorologique
Un creux barométrique d'altitude s'installe au-dessus du golfe du Mexique durant les premiers jours de septembre. La convection s'enclenche. Graduellement, au Nord-Ouest du golfe du Mexique, apparait une dépression qui concentre les orages. Descendant lentement vers les eaux chaudes du golfe du Mexique. Le 5 septembre, un vol de reconnaissance trouve une petite circulation fermée associée à une convection profonde au cœur de la dépression. Elle est donc classée dépression tropicale Six, alors que la tempête tropicale Edouard sévit sur la Floride. Dans la nuit, les vents se renforcent, la convection persiste, et la dépression devient alors la tempête tropicale Fay à 200 kilomètres au Sud-Est de Galveston. Il poursuit dans un premier temps, mais sans grande conviction, son déplacement vers le Sud-Est.

La dépression tropicale Six à gauche, la tempête tropicale Edouard à droite.

La tempête tropicale Edouard est très vite dispersée par la dépression tropicale Six, devenu Fay, qui prend de l'ampleur. Elle sera absorbée le lendemain, 6 septembre 2002.

À droite, la bande nuageuse qui n'est pas totalement intégrée à Fay sont les restes d'Edouard.

La situation est alors marquée par une absence de dynamisme dans l'atmosphère. Le déplacement de Fay est très lent, et même pratiquement stationnaire. Bien que ses vents se renforcent et que sa pression baisse, Fay ne possède pas de centre clairement défini. Il garde même par moments un aspect en virgule, caractéristique des cyclones subtropicaux. La convection reste concentrée au Nord et Nord-Est du centre de Fay. La raison est la présence d'un creux barométrique d'altitude au Sud. Un cisaillement du vent horizontal de Sud affecte ainsi Fay. Il atteint finalement son intensité maximale durant les premières heures du 7 septembre. Puis le renforcement du cisaillement du vent lui interdit de poursuivre son creusement.
Dans la journée du 6 septembre, Fay a tourné au Nord-Ouest, doucement poussé par la mise en place d'une crête barométrique sur le Sud des États-Unis. Le 7 septembre au matin, la zone principale de convection de Fay est déjà au-dessus du Texas. Son centre touche terre quelques heures plus tard à Port O'Connor. Le cisaillement du vent se poursuivant, Fay se déstructure et est déclassé dans la matinée en dépression tropicale. La dépression tropicale Fay est bloquée par la crête barométrique d'altitude qui s'étire maintenant vers l'ouest. Devenu une zone de basse pression, ce qui reste de Fay erre autour de San Antonio, avant de partir vers le Sud, en direction du Mexique. Il sera officiellement dissipé le 11 septembre.

### Préparatifs
Une alerte de tempête tropicale est émise le 5 septembre de la Paroisse de Vermilion en Louisiane au Comté de Matagorda. Elle sera étendue jusqu'au comté de Nueces au Texas. Le risque d'une poursuite du renforcement de Fay jusqu'à devenir un ouragan décide les prévisionnistes à émettre une veille d'ouragan pour une partie de la côte texane.
Des alertes aux inondations côtières, aux crues, et aux crues éclairs sont également lancés.

### Impacts

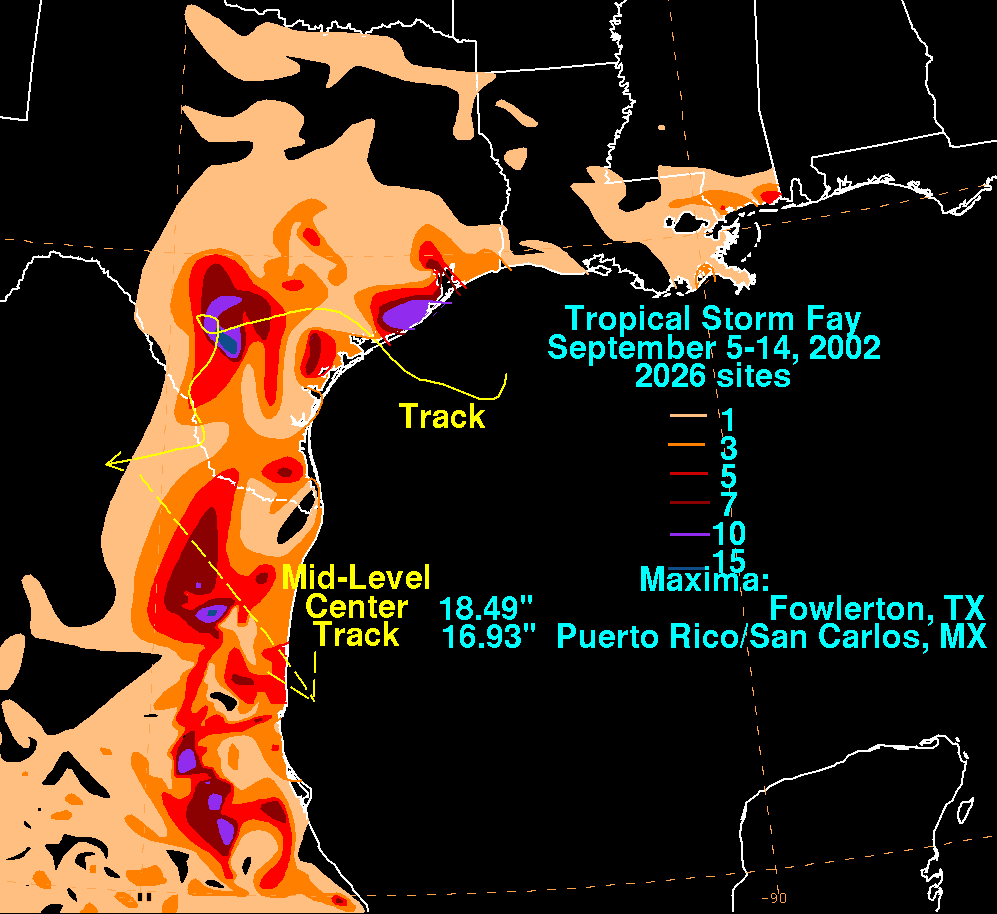

En Louisiane et au Mississippi, Edouard sera discret. Les précipitations ne dépassèrent pas les 75 millimètres.
Au Texas, Fay touchera par chance des zones peu habitées. Les inondations seront importantes, provoquées par d'intenses précipitations qui s'étalent de 250 à 400 millimètres. L'onde de tempête sera faible, de l'ordre de un mètre.
Fay donnera naissance également à douze tornades, et à une  trombe marine.